# 金在鳳
金 在鳳（キム・ジェボン、1891年5月19日 - 1944年3月22日）は、朝鮮の独立運動家、革命家。

## 人物
郷里の慶尚北道で教育を受けた後、京城府で新聞記者となった。1921年にロシアに亡命し、高麗共産党イルクーツク派の中央委員の一人となった。1922年にコミンテルンが上海派とイルクーツク派を解散させ、1923年1月に朝鮮人による統一された共産党を結成するための団体として、ウラジオストクにコルビューローを設立すると、幹部として参加した。同年5月には朝鮮でコルビューローが組織され、青年団体、労農団体にも影響力を広げながら、責任秘書として朝鮮共産党の設立準備にあたった。当時のコルビューロー内部では、旧上海派と旧イルクーツク派を中心とする火曜派、日本の共産主義運動を指導する北風派、金思国を指導者とするソウル派があり、火曜派が主導権を握る形で、1925年4月17日に正式に朝鮮共産党が発足した。しかし、同年12月に朝鮮共産党は検挙・弾圧され、懲役6年の刑を受け、1931年に出獄、1944年に死去した。